# سيدي علي الشباب
سيدي علي الشباب إحدى قرى الجمهورية التونسية، تقع في ولاية بنزرت بين الماتلين والعالية. وهي تتبع معتمدية العالية، ترقيمها البريدي هو 7093.
سميت سيدي علي الشباب نسبة إلى الولي الصالح سيدي علي الشباب ويقال أن أصوله من قصور الساف من ولاية المهدية.